# Anton Storch
Pour les articles homonymes, voir Storch.
Anton Storch, né le 1er avril 1892 à Fulda (Empire allemand) et mort le 26 novembre 1975 au même endroit, est un homme politique allemand. Membre du Zentrum puis de la CDU, il est ministre du Travail entre 1949 et 1957.

## Décoration
- Grand-croix de l'ordre du Mérite de la République fédérale d'Allemagne

## Sources
- (de) Cet article est partiellement ou en totalité issu de l’article de Wikipédia en allemand intitulé « Anton Storch » (voir la liste des auteurs).